# 辰巳ダム
辰巳ダム（たつみダム）は、石川県金沢市、二級河川・犀川本流中流部に建設されたダムである。
石川県が施工を行う県営ダムで、高さ51.0メートルの重力式コンクリートダム。2012年に運用を開始した。

## 経緯

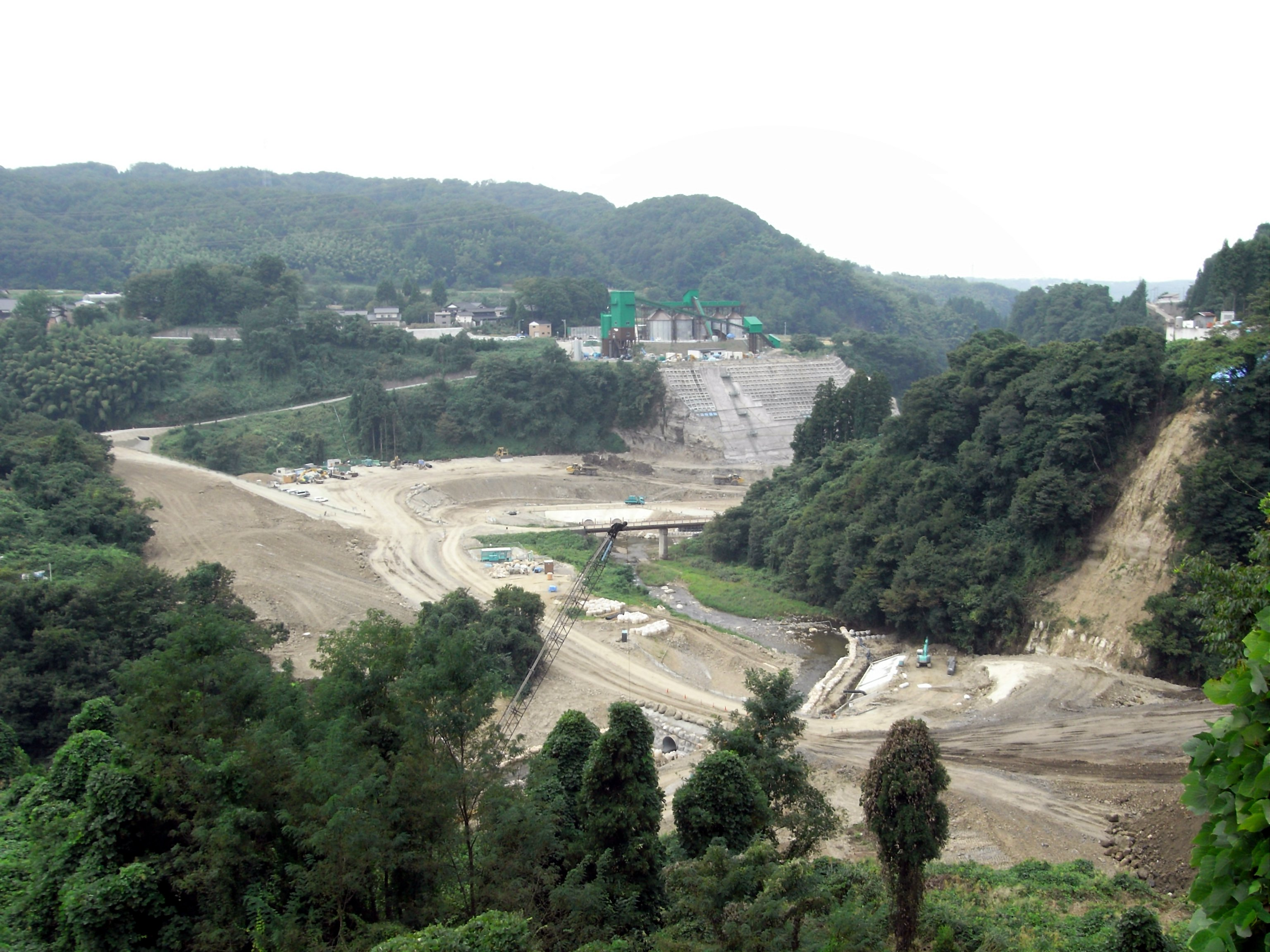
建設時（2008年9月撮影）

建設予定地付近の辰巳用水東岩取水口はダム建設により水没の恐れがあり、また環境保全の面から周辺住民の一部や市民運動家が反対活動を行っている。これに対し県は当初の計画から右岸側を150m上流に移動し、東岩取水口を保存する計画案を提示したが反対派住民の同意を得ることはできなかった。そこで県は、2007年1月北陸地方整備局に「土地収用法に基づくダム建設の事業認定」を申請し、同年11月に認定されたため土地収用法にもとづいて、建設予定地で未収用の土地を強制収用する方針を表明した。
これに対して反対派は、北陸地方整備局を相手に事業認定の取り消しを求めて訴訟を起こした。
- 1975年（昭和50年） - 辰巳ダムの建設を計画。
- 1985年（昭和60年） - 辰巳ダム建設計画反対を目的とする共有地運動が開始される。
- 1998年（平成10年）
  - 12月18日 - 石川県公共事業評価監視委員会土木部会が開催され、石川県は「辰巳ダムの洪水被害防止効果は3,000億円で建設費の21倍の効果がある」と説明。一方で犀川大橋周辺の犀川の護岸拡幅など、辰巳ダムの代替案には「700億～1,800億円が必要」との見方を示す。
- 1999年（平成11年）
  - 4月 - 県と反対派団体の間で辰巳ダムに関する意見交換会が開催される。県は、辰巳ダム計画は犀川ダム治水計画との十分な整合性を確保している、と主張。新たな資料を提出する場合には事前に反対派団体にも提供すると述べる。また、辰巳ダムが工事実施基本計画無しに工事が進められてきた事に対して、「望ましくないが違法ではない」と説明。
  - 7月 - 第7回目の意見交換会にて県は「用地取得が完了するまで本体着工しない」との見解を公表する。
  - 8月17日 - 県が「犀川水系辰巳ダム治水計画に関する所見」を作成し、第1回石川県公共事業評価監視委員会にて提出される。約束されていた資料の事前提供が無かったことに対し、市民団体は抗議する。
  - 10月30日 - 辰巳ダム計画の犀川ダム治水計画との整合性を検討するため、反対派団体・辰巳の会が犀川ダムと内川ダムに関する永久保存文書公開を求める公文書の公開を請求するが、これらの永久保存文書が紛失されていることが明らかとなる。
  - 12月7日 - 犀川ダムに関する永久保存文書の紛失について、マスコミ等が大きく報道する。この日の午後、その永久保存文書は発見された。また内川ダムの同様の文書についても、発見を隠していたことが後に判明する。
- 2001年（平成13年）
  - 8月 - 環境保護団体・世界自然保護基金（WWFジャパン）が辰巳ダム近くにある絶滅危惧A類のCにランクされているミゾゴイ生息地を視察、県と意見交換する。
  - 8月20日 - 野鳥愛好会・森の都愛鳥会が、林道工事以外の工事中断を県と合意していたものの、工事が進められていたことに対して県に抗議する。
- 2005年（平成17年）
  - 8月 - 水没予定地区の付替市道が開通。
  - 11月 - 反対派の地権者には用地交渉は行われていないまま、県が土地収用手続きを開始。
- 2007年（平成19年）
  - 1月 - 国土交通省北陸地方整備局に「土地収用法に基づくダム建設の事業認定」を申請する。
  - 11月 - ダム建設事業が認定される。
- 2008年（平成20年）
  - 5月23日 - 石川県議会・土木企業委員会において宇野邦夫議員が、建設取り消し訴訟に加わった元県職員を名指しはしなかったものの「石川県から叩き出してしまえ」、「かち殺してしまえ」と発言。委員会は議事録の削除について検討することとなった。
  - 6月 - 県議会の一般質問において、石川県知事の谷本正憲が一部地権者が建設に反対していることから「土地収用法に基づく取得を判断せざるを得ない」という認識を示す。
  - 6月30日 - 辰巳ダム仮水路全崩壊事故が起きる。石川県は、やむを得ない事故だったと説明。
  - 7月18日 - 金沢地方裁判所にて辰巳ダム裁判の第1回口頭弁論が行われた。原告団は「国は事業認定を行うにあたって、ダム建設によって得られる利益を不当に過大評価し、失われる価値を不当に過小評価ないし無視して行うべき検討を行っておらず、事業認定が違法であることは明らか」と指摘し、事業認定取り消しを訴えた。

## 事業者と反対派の主張

### 治水
- 事業者の主張[1]

犀川では、概ね100年に1回程度発生する規模の降雨による洪水の際には、犀川中・下流域の流下能力が不足しており、金沢市街地が氾濫する。これを防ぐため、中下流部では河床を掘り下げたり、川幅を広げる等の整備を行い、上流部では既存の犀川ダムと内川ダム、新設する辰巳ダムを含めた3ダムによって洪水時の水位を低下させ、金沢市街地の洪水被害を防ぐことができる。
- 反対派の主張[2]

辰巳ダムはおおよそ100年に1度発生する規模の洪水を対象に計画され、石川県はその予想洪水量を犀川大橋地点で毎秒1750m3としている。しかし、20世紀の過去100年間に発生した最大規模の洪水は毎秒930m3で、流量記録の解析等からも洪水が発生した場合の規模は最大で毎秒900m3前後との結果が出ている。河川砂防技術基準では、これだけの誤差がある場合、なぜ違うのかということを明らかにし、別の方法でもやるようにいっている。しかし石川県は、検証など一切行っていない。
1961年（昭和36年）に発生した第2室戸台風による金沢市片町の浸水被害が辰巳ダム建設の直接的な動機となっているが、犀川ダムや河道掘削などの事業で本質的に解決している。ちなみに第2室戸台風発生時の犀川流域の洪水量は、県の調査で毎秒700m3（±50m3）である。
さらには1974年（昭和49年）に内川ダムが完成しており、犀川大橋地点で毎秒1600m3規模の洪水に対応が可能である。仮に石川県の算出した毎秒1750m3という洪水量を前提としても、より安価な代替案はいくつか考えられ、例えば犀川大橋付近の高水敷の一部を削除することで川の断面積を拡大すれば、数十億円で実現でき、非常に安価で対応できる。
浅野川の天神橋地点の対応量は毎秒710m3であり、現時点で犀川は、石川の他の川に比べ安全度が格段に高い川である。治水対策にダムが必要ならば、まず先に浅野川など犀川以外の河川を見直すべきである。過大な計算で行った犀川の解析を基準にしてしまうと、浅野川など他の川の基準がめちゃくちゃになってしまうのは明白である。

### 利水
- 事業者の主張[1]

夏期には犀川中流において毎年のように河川水が枯渇する現象が発生し、魚類の生息や水質、景観等に影響が出ており、河川維持流量の確保が必要。このため、魚類の産卵や動植物の生育・生息等を考慮した河川維持流量を確保し、
市街地を流れる用水は、農業用の灌漑用水としてだけでなく環境用水として市民の生活に密接に関連しており、年間を通じて適正な流量を確保する。
- 反対派の主張[5][6][7]

石川県は、犀川に起こるおおよそ10年に1回の渇水のために河川維持流量の確保が必要としている。
犀川上流には犀川ダムと内川ダムが存在しているが、ふたつあわせて909万m3のダム貯水量（上水分）のうち、約半分しか利用されていない。この一部を活用すれば渇水は即時に解決できる。

### その他
犀川危険箇所の整備より優先されるダム事業
- 事業者の主張

- 反対派の主張

石川県は、河川整備として辰巳ダム事業を優先して進めてきたが、河川法で義務づけられている河川台帳を整備していないという状況が数十年にわたって続いていた。真に対策が必要な、鞍月用水堰上流部やJR鉄橋付近といった危険地帯も、反対派から指摘されるまで全く把握しておらず、防災の計画にも入っていなかった。
辰巳ダムは犀川大橋地点の洪水量を基本としているが、犀川の治水上最大のネックは鞍月用水堰から雪見橋区間である。県の試算でもこの区間の流下能力は当時500m3/秒でありしかも右岸・城南一丁目側の堤防は老朽化していた。
昭和47年作成された「犀川河川改修工事(中小)全体計画書」では辰巳ダム計画も想定し、同時に「辰巳ダム築造不能のケース」として、詳細な図面も作られていた。この計画は昭和48年度から昭和55年度で終了し、安全な犀川になっていたはずだった。しかし不思議なことに昭和53年度で計画は打ち切られ、昭和54～55年度に行われるはずだった鞍月用水堰～大桑橋の整備は放置されることになった。反対派に指摘され、2007年になり約30年ぶりにようやく改良工事が実施された。
世界遺産登録活動への影響
- 事業者の主張[2]

犀川水系流域委員会、辰巳ダムデザイン検討委員会で東岩取水口の文化的価値を損なわないように配慮して計画を行っている。
ダム推進派だけで行われるダム審議
辰巳ダムを審議する会議として、犀川水系河川整備検討委員会（平成14年～平成15年、12回）、犀川水系流域委員会（平成15年～平成16年、9回）、犀川水系流域住民川づくり懇談会（平成16年、2回）などがあったが、そういった場に反対派市民を一人も参加させずに、そこが認めたから辰巳ダム事業が妥当、だとは言えない。
- 反対派の主張

金沢城、兼六園、辰巳用水、また金沢市全域を世界遺産への登録を目指す活動を金沢市を中心に行っている。しかし辰巳ダムが完成されれば、辰巳用水東岩取水口が辰巳ダムの構造物に覆われる状態になり、ダムの水が兼六園に流れ込む事になる。そうなれば世界遺産登録が困難になる可能性がある。
地域住民を無視した反対活動
- 事業者の主張[2]

土地提供者を中心に犀川流域の洪水被害の当事者は、地元上辰巳・相合谷町の住民ではない反対派団体が「地元住民がろくに見たことも無い鳥に振り回され、買収漏れの土地を探し出し、トラスト運動を拡大してダム建設に反対し、一方で遅延活動も行って」ダム建設の妨害を図っていると主張。
- 反対派の主張

そもそも洪水被害は、1965年の犀川ダム完成以前の話である。洪水対策は犀川ダムや河道掘削などの事業で本質的に解決している。

### 疑惑
公共事業評価監視委員会での応酬
- 反対派の主張[8]

1999年（平成11年）、石川県と反対派団体による意見交換が7度にわたって行われ、県が資料を関係機関に提出する場合には必ず反対派にも提出するよう合意形成された（ただし、合意に関して口頭によるものなのか文章によるものなのかは不明）。
県は公共事業評価監視委員会に作成した資料を提出した際、反対派団体への提出は行わなかった。反対派団体は、委員会においてその資料に関する意見陳述ができず、ダム事業の継続を可とする再評価の結果が出ることとなった、と反発した。辰巳ダム計画への理解を得ることが意見交換会の真の目的であれば、この資料は意見交換会の場にこそ出し、辰巳ダムの治水計画の妥当性を市民グループに説明するべきだった。
評価監視委員会の議論は公開で行われたが、意見の取りまとめに関しては県担当者・反対派団体・報道陣の退席を求め、委員と委員会事務局職員による非公開で行われた。反対派団体は、「反対派・マスコミを締め出した」として反発している。
- 事業者の主張

評価監視委員会の結論は、
1. 犀川流域全体の総合的な見地から治水・利水の検討を行う。
2. 環境対策について、水質保全・貴重生物を確認した場合、その保全に務める。
3. 辰巳用水は、出来るだけ復元や移設等に努め、やむを得ない区間は今後の調査研究資料を保管する。
4. 委員会の結論を実施するに当たって、学者等の意見を反映させる。
5. 事業全般について、県民の理解を得るよう最大限努力をする。

との意見がついており、必ずしも事業者の意志が反映した結論ではなく、反対派の主張が反映されている、と述べている。
公文書の隠蔽疑惑
- 反対派の主張[8][7]

石川県が辰巳ダム計画との整合性があると主張する犀川ダムの治水計画を検討するため、反対派は、1999年10月30日、県情報公開条例にしたがい、犀川ダムについての永久保存文書公開を求める公文書公開請求書を提出した。これにたいして、「公文書不存在通知」（11月13日付）が届き、これらの永久保存文書が紛失されていることが明らかとなった。この公文書は1ヶ月以上見つからず、このことはマスコミも取り上げた。しかし、マスコミに大きく取り上げられたその日の午後、公文書は発見された。
内川ダムの同様の文書の文書についても、発見しておきながら、公文書不存在決定を取り消さず、発見を請求者に知らせず隠していたことが、後に判明した。
また、市民団体に知らせず作成、公共事業評価監視委員会に提出された文書を、反対派が情報公開条例にもとづいて入手したところ、執筆者の所属・氏名等が非公開とされ、黒塗りされていた。これに対し石川県河川開発課は、反対派の批判を恐れて名前を非公開にした、と説明。
談合疑惑
- 反対派の主張[2][9]

2007年12月の仮排水路工事、2008年2月のダム本体工事の企業決定に関し官製談合の疑いを指摘。それまでの工事においても大部分が90%代であり、98%前後といった数字も珍しくない。但し捜査当局への告発等は行っていない。
- 県の主張[2]

2007年5月21日に行われた犀川辰巳治水ダム建設事業に係る公聴会においては、官製談合はなかったか?との質問に辰巳ダム起業者は、ないと断言する、と回答している。

### ダム完成後の影響
犀川流域の地すべり
- 反対派の主張[6][2]

ダム湖になる鴛原地区は、有名な地すべり地帯である。地すべりの規模をあらわすため土塊の量が200万m3 以上を「超大規模」と分類されているが、このダム湖のある鴛原の土塊の量は、525万m3。「超大規模」の2倍以上になり、超々大規模な地すべり地といえる。この規模は、辰巳ダムの洪水調節容量が580万m3で、これにほぼ匹敵する大規模なものである。地すべりの原因としてダムによる地下水位の変化があるが、この地すべり地形が辰巳ダム湖の中央に接していて津波発生のリスクがある。地すべりは大雨のときに起こると考えられるが、ダムが満杯のときにもし大規模地すべりが起これば、ダムにたまった水が一気にそのダムを乗り越えて下流に到達する。最悪な結果になることも考えられる。しかしこの地すべりについては安全性が明らかになっておらず、検討が不十分なまま工事は開始された。
地すべり対策は万全に行わなければ死者2125人の大損害をもたらしたバイオントダム事故の二の舞になりかねない。辰巳ダムはダム堤防にゲートがない穴あきダムであり、地すべりが発生した場合、ダムの水位をコントロールすることができない危険性がある。実際に地すべりの発生した奈良県大滝ダムのように住民全員が移転を余儀なくされることも考えられる。
建設費の増大
地すべりの発生した大滝ダムでは当初の建設予算は230億円であったが、その後5回にわたって予算を増額し、現在は3480億円と約15倍にふくれあがっている。地すべり対策費用は辰巳ダム建設予算（240億円）でおさまらないと考えられる。辰巳ダムが第2の大滝ダムになる可能性がある。ダムが完成したために、ダム維持費に加え、今後延々と上流でのり面や斜面保護工事、地すべり対策工事が続けられることになるのは必須である。
環境破壊
石川県は辰巳ダムのような穴あきダムは平常時は水が溜まっておらず環境にやさしいと県民に説明している。しかし影響はゼロではない。まず、ダム下流域では、年間通じて水量が減少し、季節ごとの水流変化や一定期間ごとに繰り返される出水によって維持されてきた川本来の機能や生態、景観が著しい影響を受けると言われている。この規模の穴あきダム唯一の先例である益田川ダムでは竹などが枯れ果てたという。また、上流域では、穴あきダムが人為的に放水量を操作できないことにより、洪水時と平常時との間に水位の上下動が繰り返され、そのたび毎に動植物が水没による死滅を繰り返される。辰巳ダム建設予定地の犀川渓谷は、絶滅危惧A類のCにランクされ世界現存数1000羽未満といわれるミゾゴイやサシバ、ハチクマなどの希少猛禽類が棲息しているが、そうした生物たちのえさ場としての広範囲の生態系に影響が危惧されている。環境アセスメントは事業の前にあらかじめ影響を予測し評価するものである。影響があることが予想されればあらかじめ対策を行うためのものである。石川県の行っているものは調査にすぎず、動植物の種類、個体数、場所のリストを作ったにすぎない。石川県が依頼した専門家は、希少種の影響は「軽微」とコメントしたが、実際に本体工事ではない、小規模な道路工事でもミゾゴイの生息状況が大きく変化して影響を受けている。ダム本体工事でミゾゴイの生息にダメージを与えるのはほぼ間違いないことが明確になりつつある。